# Dave East
David Brewster, Jr. (* 3. červen 1988, New York), spíše známý jako Dave East, je americký rapper. V červnu 2016 se objevil na titulní stránce a v článku časopisu XXL "Freshman Class 2016".

## Diskografie

### Mixtape
- Change of Plans (2010)
- Insomnia (2011)
- American Greed (2011)
- Don't Sleep (2011)
- No Regrets (2012)
- Gemini (2013)
- Black Rose (2014)
- Straight Outta Harlem (2014)
- Hate Me Now (2015)
- Kairi Chanel (2016)

### EP
- Born Broke Die Rich (con Kur) (2016)
- Paranoia: A True Story (2017)